# 扎赫尼特基夫

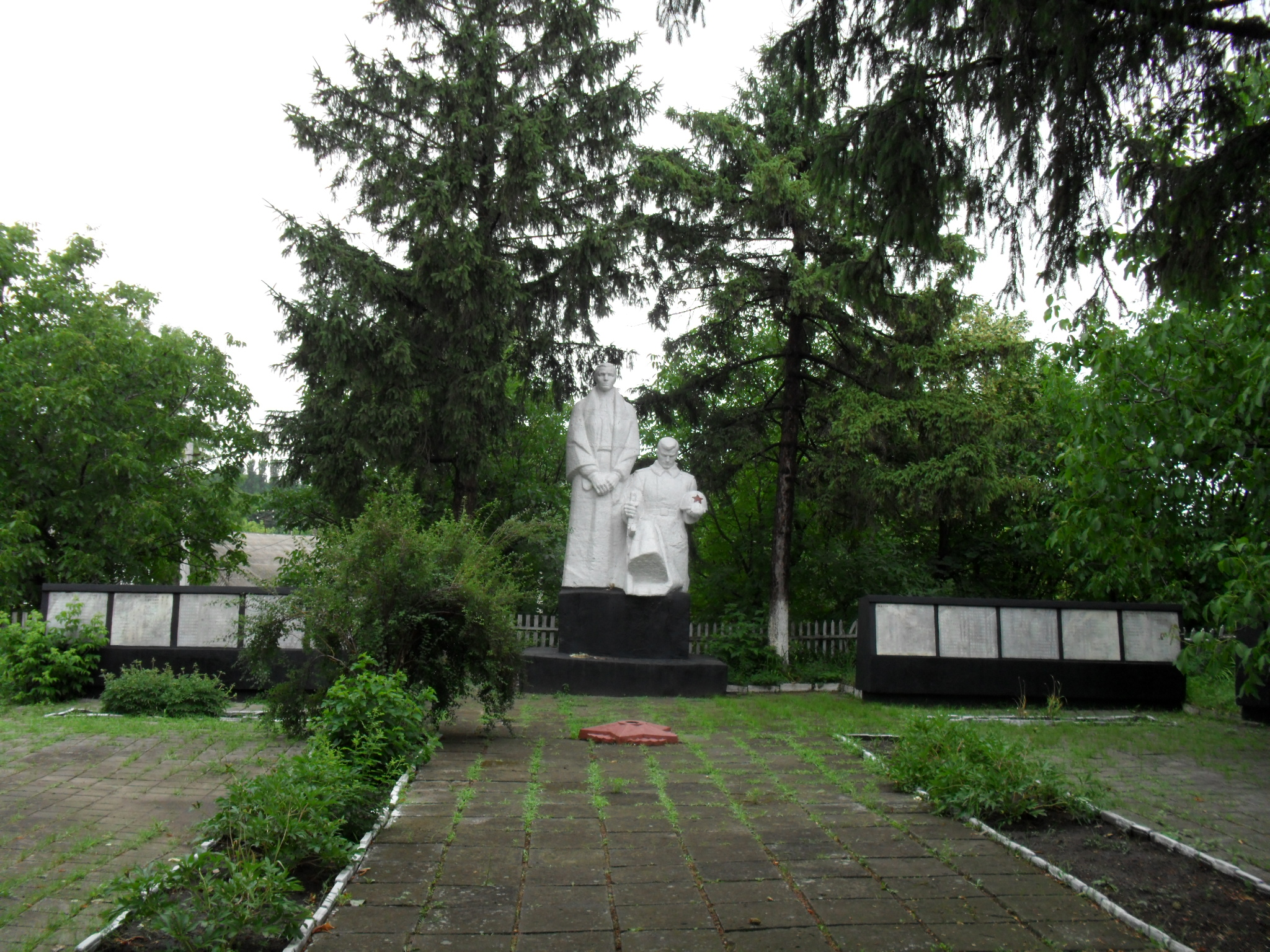

扎赫尼特基夫（羅馬化：Zahnitkiv）是位於烏克蘭西南部的村莊，由敖德萨州波季利斯克区的科德馬市鎮負責管轄。該村始建於1770年，面積6.82平方公里，2015年人口2,800，人口密度每平方公里443.4人。